# Lá bao mầm

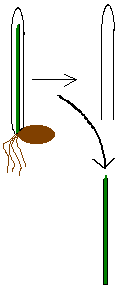
Sơ đồ hình ảnh của lá bao mầm lúa mì (ở trên) và lá cờ (bên dưới).

Lá bao mầm là lớp vỏ bảo vệ nhọn bao gồm các mầm mới nhú lên trong thực vật một lá mầm như cỏ. Lá bao mầm có hai bó mạch, một ở hai bên. Không giống như lá cuộn lại bên trong, lá bao mầm trước khi xuất hiện không tích lũy tiền diệp lục tố hoặc carotenoids đáng kể, và vì vậy nó thường rất tái nhạt. Tuy nhiên, một số lá bao mầm làm tiền tích lũy sắc tố anthocyanin màu tím.
Lá bao mầm bao gồm các tế bào rất giống nhau, tất cả đều chuyên biệt để tăng trưởng nhanh. Chúng không phân chia, nhưng tăng kích thước khi chúng tích tụ nhiều nước hơn. lá bao mầm cũng có các mạch nước (thường là hai) dọc theo trục để cung cấp nước.
Khi một lá bao mầm đạt đến bề mặt, nó ngừng phát triển và lá cờ xuyên qua đỉnh của nó, tiếp tục phát triển cùng. Lá bao mầm của lúa mì được phát triển nhất trong ngày thứ ba của sự nảy mầm (nếu trong bóng tối).

## Tính hướng động
Các thí nghiệm ban đầu về tính hướng động sử dụng lá bao mầm cho thấy thực vật phát triển về phía ánh sáng vì các tế bào thực vật ở phía tối kéo dài hơn so với các tế bào ở phía sáng hơn. Năm 1880 Charles Darwin và con trai ông Francis thấy rằng lá bao mầm chỉ uốn cong về phía ánh sáng khi lời khuyên của họ được tiếp xúc. Do đó, các đầu mút phải chứa các tế bào cảm quang mặc dù quá trình uốn diễn ra thấp hơn khi nảy mầm. Một chất hóa học hoặc hoóc môn có tên là auxin di chuyển xuống phía tối của chồi và kích thích sự phát triển ở phía đó. Hormone thực vật tự nhiên chịu trách nhiệm cho tính hướng sáng hiện được biết đến là axit indoleacetic (IAA).
Mô hình Cholodny-Went được đặt theo tên của Frits Warmolt Went của Viện Công nghệ California và nhà khoa học người Nga N. Cholodny, người đã đưa ra kết luận tương tự một cách độc lập vào năm 1937. Nó mô tả các tính chất hướng sáng và lực hấp dẫn của các chồi một lá mầm mới nhú. Mô hình đề xuất rằng auxin, một loại hoocmon tăng trưởng thực vật, được tổng hợp trong đầu lá bao mầm, cảm nhận ánh sáng hoặc trọng lực và sẽ gửi chất phụ trợ xuống phía bên thích hợp của chồi. Điều này gây ra sự tăng trưởng không đối xứng của một bên của cây. Do đó, chồi cây sẽ bắt đầu uốn cong về phía nguồn sáng hoặc hướng về bề mặt.
Lá bao mầm cũng thể hiện phản ứng địa kỹ thuật mạnh mẽ, luôn phát triển hướng lên và điều chỉnh hướng sau khi định hướng lại. Phản ứng địa kỹ thuật được điều chỉnh bởi ánh sáng (chính xác hơn là bằng hành động phytochrome).